# Limnophyes curticornis
Limnophyes curticornis är en tvåvingeart som först beskrevs av Maurice Emile Marie Goetghebuer 1938.  Limnophyes curticornis ingår i släktet Limnophyes och familjen fjädermyggor.
Artens utbredningsområde är Belgien. Inga underarter finns listade i Catalogue of Life.